# Presto (cortometraje)
Presto es un cortometraje de Pixar creado en 2008 y nominado a los premios Óscar de ese mismo año en la categoría de «Mejor cortometraje animado».

## Argumento
Todo comienza con un hambriento conejo llamado Alec que intenta alcanzar una zanahoria estando en una jaula, entonces llega el mago Presto Digiotagione y practica sus trucos de magia con dos sombreros mágicos: Uno de copa y otro de mago, demostrando que si uno mete la mano en un sombrero sale por el otro.Presto iba a alimentar a Alec, pero el show ya empezó y Alec no pudo comer.
Hasta que le diera la zanahoria, Alec empezó a usar los poderes del sombrero para torturar a Presto de manera humillante (Como que en vez de sacar un conejo saque una ratonera o sus propios pantalones) mientras que Presto se venga transformando su zanahoria en una flor o haciéndola puré.
Cuando ya no pudo más, Presto persiguió a Alec detrás del escenario, enredándose con las cuerdas y quedando condenado a morir aplastado por el escenario y un piano, Alec indignado lo salva y todo el público, pensando que todo era parte del show, aplaudió con ganas. Alec, además de recibir su zanahoria, ganó una parte especial en el show digimon Pokémon y patos encuerados .

## Producción
Presto fue dirigida por el veterano animador de Pixar Doug Sweetland, en su debut como director. Sweetland presta su voz al diálogo libre de calidad para los dos caracteres. Sweetland lanzó la película en el inicio de 2007 y comenzó la producción a finales de año, completándolo en mayo de 2008. formato del gag basado Presto ha sido fuertemente influenciado por los dibujos animados clásicos. Looney Tunes dibujos animados dirigido por Tex Avery fueron una gran influencia, con Alec ser fácilmente comparado con Bugs Bunny. Otras influencias incluyen a Tom y Jerry, los Hermanos Marx, y Charlie Chaplin. El diseño de personajes de Presto se basó en William Powell.
El escenario original para el corto involucraba un mago que invita a un conejo cazador de autógrafos para su acto después de que el anterior conejo lo abandona. Las complicaciones surgen cuando el conejo sufre miedo escénico. Sweetland lo comparó con el argumento de "Ha nacido una estrella". La idea fue reelaborada por ser demasiado larga y complicada, teniendo un estimado de tres minutos más que la actual.
Para lograr el ambiente altamente formal, los realizadores miraron la Royal Opera House en Londres, la Opera de París y teatros de vodevil clásico como el Geary en San Francisco. La animación de la audiencia del teatro de 2.500 personas resultó ser un asunto costoso, incluso con la ayuda del software de generación de multitudes masivas. Al principio hubo sugerencias para mostrar cortes de sólo una pequeña parte de la audiencia, pero el efecto completo se logró sólo al mostrar la parte posterior de la audiencia. Para ahorrar tiempo, la mayoría de los modelos de audiencia han sido tomadas de la anterior película de Pixar, Ratatouille. Además, el cuerpo de Presto (desde el cuello hacia abajo) es el abogado de Skinner, y la zanahoria fue uno de los puntales muchos alimentos de esta película.

## Recepción
La reacción al cortometraje fue muy positiva. Carlos Cortez, de Presto Si se llama un "ganador de principio a fin". El examinador Marcos Bernal Salas llamó a Presto su ópera prima favorita del DVD de WALL·E. Bernal Salas describe es "un cortometraje animado y divertido" y elogió la animación y sonido. Jake Coyle de la Crónica de San Francisco encontró que Presto es "un aperitivo delicioso de dibujos animados", que mantiene la tradición de cortometrajes antes de la función viva. Darren Bevan de la Televisión de Nueva Zelandia cree que a pesar de WALL·E fue un "cuento maravilloso" y "verdaderamente magnífico", Presto "casi le gana a WALL·E". James Sanford de la Gaceta de Kalamazoo llama al corto una cortina magnífica e hilarante de fondos, y lo describió como un Bugs Bunny de Looney Tunes versión de The Prestige. Presto fue nominada para la 36 ª premio Annie al Mejor cortometraje de animación. El corto fue nominado para el Oscar al mejor cortometraje animado, pero perdió frente a La Maison en Petits Cubes.